# Der Proletarier (1919)
Der Proletarier («El Proletari») va ser un setmanari en alemany, publicat a Luxemburg entre el juliol de 1919 i 1940. Funcionava com a òrgan de la Comissió Sindical de Luxemburg. Va substituir els periòdics antics Die Volksstimme i Der Gewerkschaftler. Després de la Segona Guerra Mundial, Arbecht va substituir el setmanari.